# Elena Kittnarová
Elena Kittnarová (Trnava, 2 de juny de 1931 - 12 de febrer de 2012) fou una soprano eslovaca.
Després de graduar-se al Conservatori Estatal va començar a cantar al Teatre Nacional de l'Òpera eslovaca. Allà aviat es va convertir en solista líder. Hi va actuar entre els anys 1953 i 1966, i va crear més de dues dotzenes de títols i papers importants en operes i musicals clàssics i moderns.